# Dot w kosmosie
Dot w kosmosie (ang. Dot in Space, 1994) – dziewiąty i ostatni australijski film fabularno-animowany wyprodukowany przez Yoram Gross Studios. W tym filmie Dot - tytułowa bohaterka filmu - wraz ze szczeniaczkiem wyrusza w przestrzeń kosmiczną. Film trwa ponad godzinę. Twórcą filmu jest Yoram Gross. Film był wyświetlany przez TVP3. Wersja lektorska była opracowana przez szczeciński ośrodek TVP.

## Fabuła
Dot zastępuje szympansa Bustera i leci w przestrzeń kosmiczną by pomóc Łajce wydostać się z psującej się rakiety. Podczas lotu lądują przypadkiem na Planetę Okrągłych i Kanciastych.